# ديريك لنسفورد
ديريك لونسفورد (بالإنجليزية: Derek Lunsford)‏(من مواليد 14 مايو 1993)، هو لاعب كمال أجسام أمريكي محترف، يتنافس في فئة كمال الأجسام المفتوحة للرجال في رابطة المحترفين التابعة للاتحاد الدولي لكمال الأجسام واللياقة البدنية. فاز بلقب مستر أولمبيا لفئة 212 في عام 2021، وبلقب مستر أولمبيا المفتوح في عام 2023، ليصبح بذلك أول لاعب يفوز بالبطولة في فئتين مختلفتين.

## النشأة
وُلد ديريك لونسفورد في مدينة بطرسبورغ بولاية إنديانا الأمريكية. أبدى منذ صغره نشاطًا ملحوظًا، وشارك في عدد من الرياضات، منها كرة القدم والمصارعة، قبل أن يتجه إلى رفع الأثقال خلال دراسته الجامعية، حيث بدأ تدريباته وفق توجيهات المدرب الشخصي جيمس براون لتحقيق أداء بدني أعلى ونتائج ملموسة.
في عام 2015، شارك في بطولة إنديانابوليس للهواة التابعة لاتحاد NPC، وحقق أولى ألقابه. ثم تابع تألقه بفوزه ببطولتي NPC الوطنية لعامي 2015 و2016. وفي عام 2017، توّج مسيرته في فئة الهواة بالفوز في بطولة NPC USA، وحصل على بطاقة الاحتراف.
بدأ لونسفورد مسيرته الاحترافية بقوة، حيث فاز بأول ألقابه في بطولة تامبا للمحترفين التابعة لاتحاد IFBB عام 2017 في فئة 212 رطلاً، وهو ما أهّله للمشاركة في مستر أولمبيا 2017، حيث حلّ في المركز الخامس. واصل بعدها مشاركاته ضمن نفس الفئة، محققًا مراكز متقدمة ضمن الخمسة الأوائل بشكل منتظم.
في مارس 2021، تولّى المدرب الشهير هاني رامبود الإشراف على تدريبه، وتمكّن لونسفورد في العام نفسه من إحراز لقب مستر أولمبيا 212 لعام 2021، متفوقًا على حامل اللقب آنذاك شون كلاريدا.
في مايو 2022، ظهر ديريك كمستعرض ضيف في بطولة IFBB Pittsburgh Pro بوزن بلغ 257 رطلاً، مما أثار الاهتمام بقدرته على التنافس في فئة الوزن المفتوح. وفي سبتمبر 2022، تلقى دعوة خاصة للمشاركة في مستر أولمبيا 2022 في فئة الوزن المفتوح، حيث حلّ في المركز الثاني. وفي العام التالي، 2023، تغلّب على حامل اللقب الإيراني هادي شوبان، وفاز بلقب مستر أولمبيا للوزن المفتوح، إضافة إلى جائزة البطل الشعبي، ليصبح بذلك أول لاعب في تاريخ البطولة يفوز بلقب مستر أولمبيا في فئتين مختلفتين.

## الألقاب
- 2015 – بطولة NPC إنديانابوليس: المركز الأول (وزن الوسط).[1]
- 2015 – بطولة NPC جونيور ناشيونالز: المركز الأول (وزن الوسط).[1]
- 2016 – بطولة NPC جونيور ناشيونالز: المركز الأول (وزن المتوسط/الترتيب العام).[2]
- 2016 – بطولة NPC الولايات المتحدة الأمريكية: المركز الأول (وزن المتوسط)
- 2017 – بطولة NPC الولايات المتحدة الأمريكية: المركز الأول (الوزن الثقيل الخفيف)
- 2017 – بطولة IFBB تامبا برو: المركز الأول (فئة 212 رطل).[3]
- 2017 – مستر أولمبيا (IFBB): المركز الخامس (فئة 212 رطل).[4]
- 2018 – مستر أولمبيا (IFBB): المركز الثاني (فئة 212 رطل).[5]
- 2019 – مستر أولمبيا (IFBB): المركز الثاني (فئة 212 رطل).[6]
- 2020 – مستر أولمبيا (IFBB): المركز الرابع (فئة 212 رطل).[7]
- 2021 – مستر أولمبيا (IFBB): المركز الأول (فئة 212 رطل)
- 2022 – مستر أولمبيا (IFBB): المركز الثاني (فئة الرجال المفتوحة)
- 2023 – مستر أولمبيا (IFBB): المركز الأول (فئة الرجال المفتوحة).[8]
- 2024 – مستر أولمبيا (IFBB): المركز الثالث (فئة الرجال المفتوحة)
- 2025 – أرنولد كلاسيك (IFBB): المركز الأول (فئة الرجال المفتوحة)